# 松井谦
松井谦（日语：／ Matsui Ken，2001年1月15日—），爱知县出身，日本男子摔跤运动员。他曾代表日本参加挪威奥斯陆举行的2021年世界摔跤锦标赛，获得男子古典式55公斤级金牌。